# 月刊コミックビンゴ
『月刊コミックビンゴ』（げっかんコミックビンゴ）は、かつて文藝春秋が発行していた日本の月刊漫画雑誌。

## 概要
1996年6月に創刊した。漫画雑誌だが、グラビアの内容も豊富で、毎号あるグラビアを特集して写真を掲載していた。さらに特集していたグラビアアイドルのテレホンカードのプレゼントキャンペーンを毎号実施していた。掲載されている漫画作品も、女性の色気の要素の強い作品が多い。後に『コミックビンゴ!』に改名され、さらに1999年頃には表紙がグラビアではなく本誌の漫画作品のイラストになる。
1999年5月に休刊となった。休刊号は本誌に作品を執筆していたねこぢるの追悼特集だった。

## 主な掲載作品
- 新宿鮫 毒猿（作：大沢在昌 画：うちやましゅうぞう）
- 色男色女（柳沢きみお）
- 良太（畑中純）
- 隠し球ガンさん（作：木村公一 画：やまだ浩一。休刊後、ベースボール・マガジン社『週刊ベースボール』に移籍）
- 特派記者ドッポ（作：鉄屋三三二 画：田中つかさ）
- いくぜ!! 一発（作：M.A.T. 画：早坂よしゆき）
- ソフトウォーズ（国友やすゆき）
- WINGS（鎌田洋次）
- 涙を拭いて（作：剣名舞 画：三浦みつる）
- ポール・ヴォルター（高沢恵太）
- THAINI（作：工藤かずや 画：松森正）
- 石神伝説（とり・みき）
- 実録たかされ（作：江川卓 画：本宮ひろ志）
- 我が名はネロ（安彦良和）
- ホステスNo.1（作：松田康志、京野一郎 画：郷力也）
- 1+1は?（さそうあきら）
- 塩味・チーズ味（鴨川つばめ）
- ゆるゆるオヤジ（しりあがり寿）
- ねこぢるまんじゅう（ねこぢる）
- ねこ神さま（ねこぢる）
- 神様ゆるして（比古地朔弥）